# Rosån
De Rosån is een rivier in Zweden, stroomt door de gemeente Piteå, ontstaat uit het meer Krokvattnet, stroomt eerst in tegenstelling tot bijna alle andere rivieren in Norrbottens län, die allemaal naar het zuidoosten stromen, naar het noorden, maar moet na een paar kilometer bij Klöverträsk toch ook naar het zuidoosten en mondt bij Rosvik in de Bastafjord uit, een fjord van de Botnische Golf. De rivier is 37 kilometer lang, het stroomgebied van de Rosån is 197 km² en het debiet is 1,8 m³/s.